# Sacatonia
Sacatonia is een vliegengeslacht uit de familie van de halmvliegen (Chloropidae).

## Soorten
- S. graminivora Sabrosky, 1967